# Sacrario militare del Tonale
Il sacrario militare del Tonale si trova sul passo del Tonale, tra la Val Camonica e la Val di Sole dove si combatté la prima guerra mondiale. È situato geograficamente in Trentino ma affidato amministrativamente dal 1983 al comune di Ponte di Legno (Lombardia).

## Storia

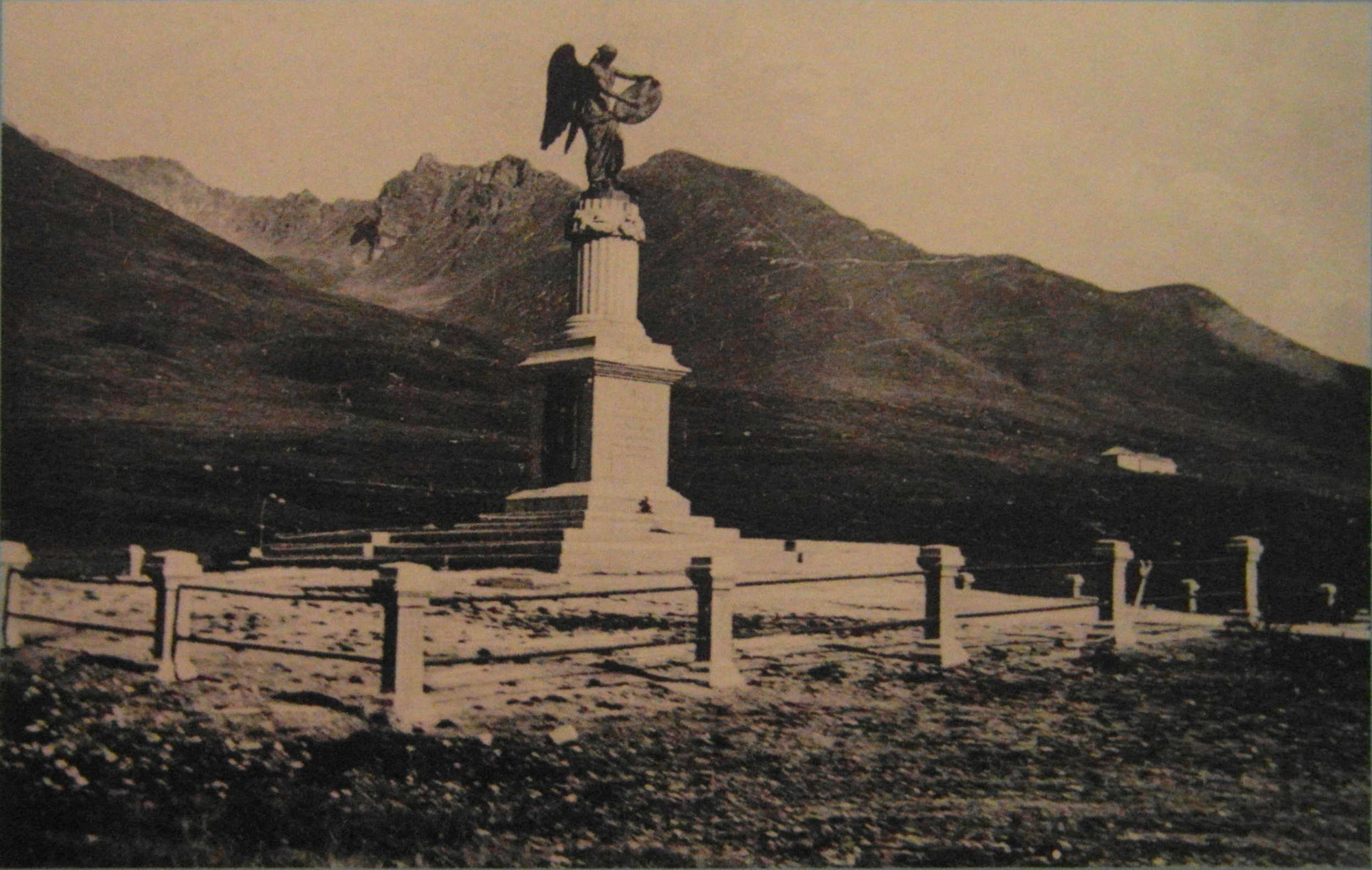
Il primo monumento alla Vittoria

Il sacrario del Tonale è stato progettato dall'architetto Pietro Del Fabbro ampliando una struttura precedente. Tale struttura consisteva in un monumento alla Vittoria in forma di un semplice recinto con al centro un basamento con la statua della Vittoria alata. La prima pietra del monumento alla Vittoria fu posta da Re Vittorio Emanuele III il 3 settembre 1922, l'inaugurazione avvenne quasi esattamente due anni più tardi il 31 agosto 1924.
Nel 1933 avvenne la trasformazione in sacrario con la traslazione delle salme dei caduti riesumati da vari cimiteri militari della zona. La struttura è stata poi completata e inaugurata nel 1936. Dal 1983 il sacrario è curato dal Comune di Ponte di Legno che finanziò anche il suo restauro nel 2015.

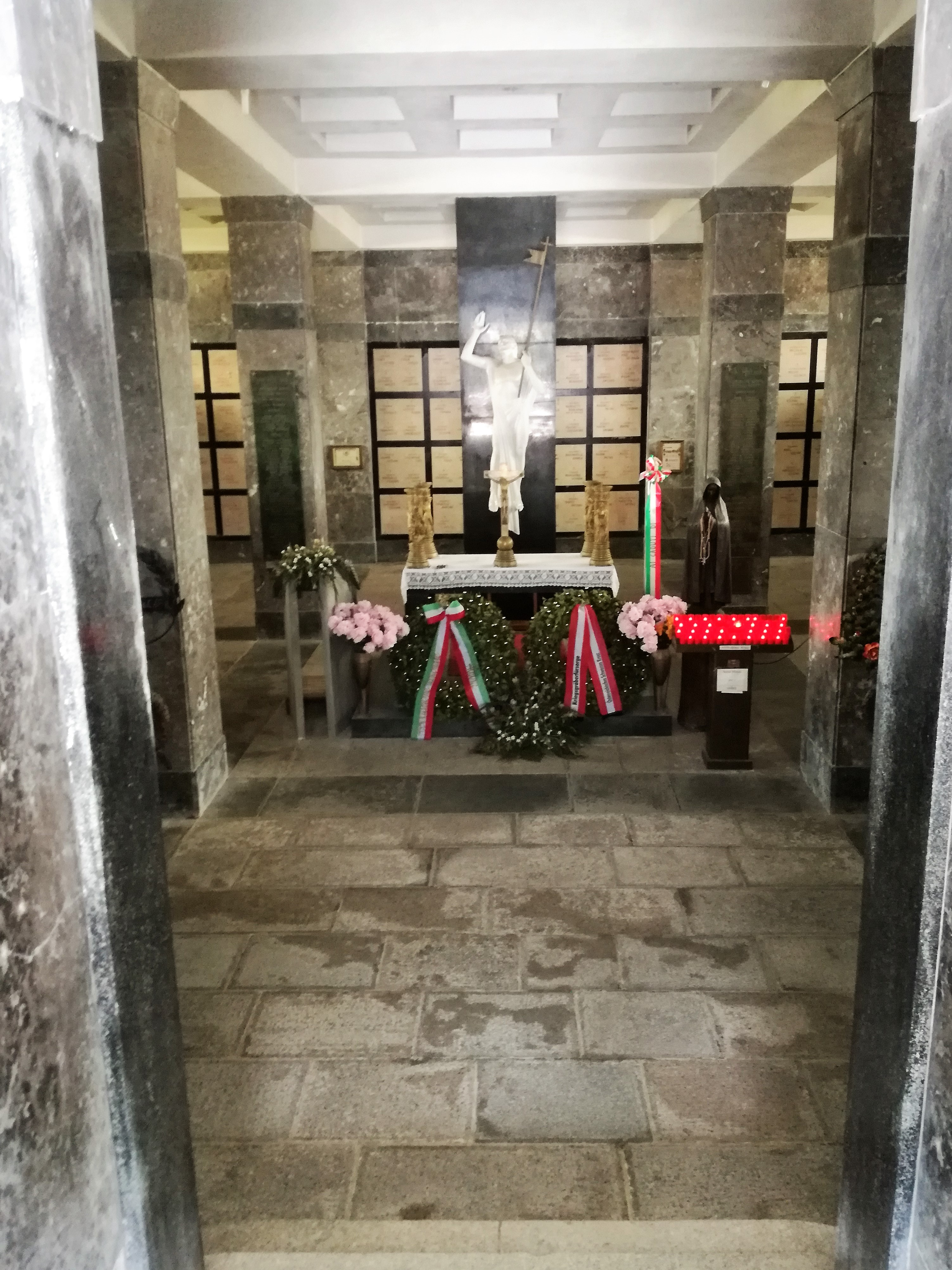
Cripta del sacrario.

## Struttura

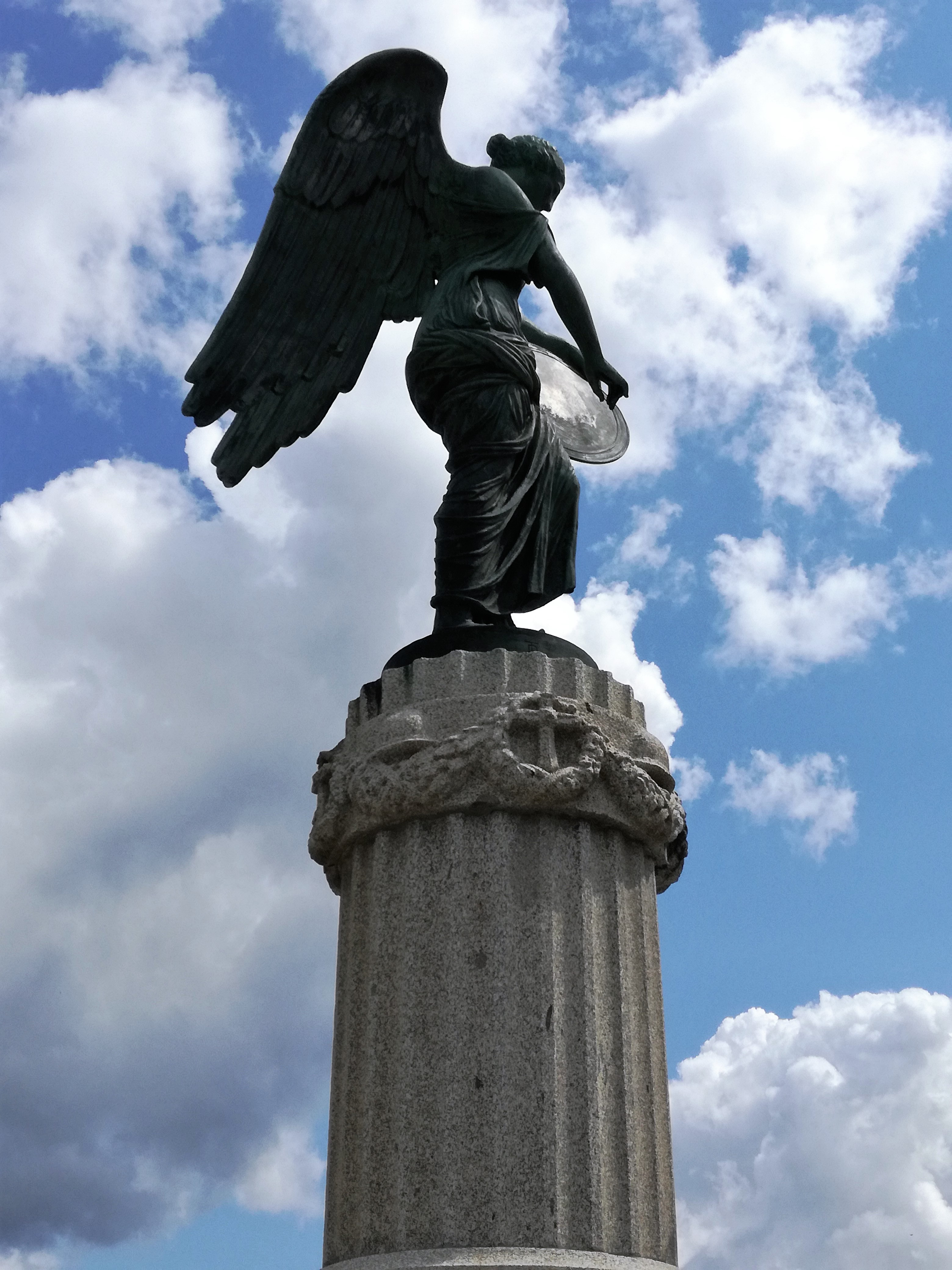
Vittoria alata.

Il monumento è costituito da una vasta cripta a pianta quadrata, le cui pareti ospitano i loculi dei caduti. Dietro un altare, posto al centro della cripta, si trova una grande statua in marmo, rappresentante Cristo risorto. L'esterno della cripta è formato da un avancorpo a pianta semicircolare e da una terrazza sovrastante la cripta, sulla quale è stato collocato il basamento della statua in bronzo della Vittoria alata del precedente monumento alla Vittoria. La statua è opera dello scultore Timo Bortolotti che riprodusse una copia della famosa Vittoria alata di epoca romana situata nel Museo di Santa Giulia di Brescia. Sempre opera di Bortolotti sono anche gli arredi dell'altare interno del sacrario come i quattro candelabri dedicati ai caduti delle Province di Trento e Brescia e ai caduti di Ponte di Legno e Vermiglio. Alla terrazza si accede tramite due scalinate ad arco.
Ai lati della scala e sopra l'ingresso si trovano in totale quattro nicchie con delle lapidi commemorativi. Nella nicchia a destra sono raffigurati i fratelli Calvi e in quella sul lato sinistro l'effige di Gennaro Sora, tutti combattenti sul fronte del Tonale e su quello dell'Adamello. Sopra l'ingresso invece sono inseriti sulla sinistra una lapide in memoria di Francesco Tonolini di Breno e sulla destra una in memoria di Angelo Tognali di Vione, entrambi ufficiali Alpini della Valcamonica decorati con la Medaglia d'oro al valor militare e caduti durante la Grande Guerra.

## Caduti
Nel sacrario sono raccolte le salme di 847 caduti italiani, cinquanta dei quali sono ignoti, provenienti dai cimiteri di guerra dismessi delle località Case di Viso, Ponte di Legno, Pezzo, Stadolina, Temù, Val d'Avio. Inoltre sono stati qui tumulati anche in tempi recenti i resti di vari caduti affiorati dopo il ritiro dei ghiacciai della zona.